# Ercole Patti
Ercole Patti (Catania, 16 febbraio 1904 – Roma, 15 novembre 1976) è stato uno scrittore, giornalista, sceneggiatore e drammaturgo italiano.

## Biografia

### Gli esordi
Proviene da una famiglia benestante di Catania: suo padre è un noto avvocato e suo zio è lo scrittore Giuseppe Villaroel. 17enne si trasferì a Roma. Dopo la laurea in diritto internazionale nel 1925, inizia la carriera letteraria come giornalista, professione che lo porterà a dare un taglio da terza pagina alla sua produzione. Collabora alla Gazzetta del Popolo, diretta da Ermanno Amicucci e con Il Tevere di Telesio Interlandi, di cui è anche inviato all'estero. Dal 1931 collabora al Popolo di Sicilia, diretto da Piero Saporiti. A metà degli anni '30 tiene una rubrica di critica cinematografica su Il Popolo d'Italia. Dopo il 25 luglio 1943 sostiene Badoglio e, con l'occupazione tedesca della capitale, viene arrestato e resta tre mesi in carcere (ottobre-dicembre 1943).

### La notorietà
Frattanto arriva alla notorietà, nel 1940, grazie al romanzo Quartieri alti, una narrazione satirica dell'alta borghesia romana col piglio dell'indagine di costume. Da questo libro, e da Le rendez-vous de Senlis di Jean Anouilh, il regista scrittore Mario Soldati trarrà ispirazione per l'omonimo film del 1945. Con Il punto debole nel 1953 ottiene il "Bagutta del venticinquennale" ed è finalista al Premio Strega. Più tardi, con Giovannino (1954) (in cui inserisce brani di un giovanile romanzo rimasto incompiuto, I Barbagallo o Il signor Barbagallo), finalista al Premio Strega, un romanzo giocato fra Catania e Roma che riporta ai temi dell'apatia giovanile, della sindrome di Peter Pan e della disillusione, Patti definirà più compiutamente la propria fisionomia di narratore moralista, in un punto di incontro fra acume e amarezza. Una tendenza confermata con i tre libri successivi, Un amore a Roma (1956), Le donne e altri racconti (1959) e Cronache romane (1962).

### La maturità: una Sicilia sensuale
La svolta nella produzione letteraria di Patti arriva tre anni dopo Cronache romane, nel 1965: con La cugina la narrazione si sposta in una Sicilia morbida e pigra, descrivendo le sue vicende sensuali. Adesso Patti racconta profumi e colori della Sicilia dell'inizio del Novecento, con un eros rimasto nel guscio, incapace di essere più che fisico, su una linea seguita due anni più tardi da Un bellissimo novembre (1967), considerato il suo capolavoro, a Graziella (1970), preso a soggetto per il film La seduzione, e da Diario siciliano (1971), vincitore del Premio Selezione Campiello dello stesso anno. Con il libro successivo, Gli ospiti di quel castello (1974), vincitore del Premio Brancati-Zafferana, si cambia ancora genere: adesso la narrazione, in una cornice di fiaba magica, torna a Roma, città che lo ospiterà fino alla morte e nella quale lavorerà anche come autore teatrale e sceneggiatore cinematografico. Bompiani, nel 1972 e nel 1974, pubblica Tutti i romanzi.
Ercole Patti muore a Roma, in seguito a tumore, il 15 novembre 1976.

## Diario Siciliano
Ercole Patti scrive “Molti di questi fogli scritti in varie epoche sono stati sparsi e dispersi su giornali, libri e nei miei cassetti”, infatti per la prima volta tutti questi vari brani sono raccolti in un unico volume dove egli prosegue all'indietro nel tempo alla ricerca della felicità e la trova per sé e per il lettore, ricca delle più sottili voluttà dell'immaginazione, della distanza della memoria e dello stile. In Diario Siciliano coglie con un realismo tinto di elegia gli aspetti e i colori della campagna che si stende intorno a Catania tra l'Etna e il mare, soprattutto a Trecastagni coperta di agrumeti, dove in novembre le arance “hanno la stessa tonalità delle foglie”. Uno di questi brani di diario, allusivamente intitolato Alla ricerca della felicità, può considerarsi la chiave di lettura di tutto il Diario Siciliano: lo sguardo dello scrittore sembra penetrare oltre l'apparenza delle cose, fino all'essenza non soltanto del paesaggio, ma degli oggetti stessi.
“Questa specie di viaggio autunnale compiuto a ritroso”, così come lo chiama l'autore, comincia con un prologo, intitolato L'adolescenza, dove l'autore propone in un tono di poesia autobiografica tutti i motivi con cui egli ha celebrato questo tema: la felicità di sentirsi giovani, pieni d'amore e di ammirato stupore per il mondo e la vita; la scoperta delle piccole gioie quotidiane, comuni, in cui si trova improvvisamente un'intima e segreta bellezza. È come un ritorno alla cassa dell'infanzia in cui il presente si nutre di ricordi che riempiono il cuore di una pace rincorsa da anni inutilmente. Anche il senso di morte evocato nel capitolo "I notabili di Savoca" si colora della suggestione familiare di una continuità di vita, di un accordo tra passato e presente, tra ciò che è stato e ciò che è. Allo stesso modo il capitolo "La credenza" restituisce un tempo perduto ma su un piano di ricordi festosi: l'elegia di questi ricordi è senza tristezza poiché le cose che appartengono a quel passato sono ancora lì, e la realtà che esse evocano sembra più vera della realtà presente.
La protagonista del diario infine è una Sicilia ormai fuori dal tempo, ritrovata con una freschezza di sensazioni che qualche volta è rimpianto per un paesaggio che sparisce, come ad esempio paesi “che erano immersi in un grande languore, in un dolcissimo letargo” (Paesetti sull'Etna) sono oggi inghiottiti dal cemento della città che si estende. Diario Siciliano è pieno di queste quiete emozioni, di questi incontri con la verità elementare dell'esistenza che vengono espresse con un umile e calma poesia profondamente assaporata, in un tono intenso e pacato, perciò dopo lettura del Diario ci resta nella memoria l'immagine consolante delle passeggiate all'alba nella frescura dei boschi di castagni, fra gli agrumeti e gli ulivi, dove il frastuono e l'affanno del nostro vivere di oggi appare assurdo e remoto.

## Opere
- La storia di Asdrubale che non era mai stato a Bellacittà, Milano, Alpes, 1921. Ristampato come Il racconto dei 15 anni, Milano, Bietti, 1967.
- Il paese della fanciullezza, Roma, Edizioni de La Bilancia, 1924.
- Due mesi di vita di un giovanotto, Napoli, Casella, 1933.
- Ragazze di Tokio. Viaggio da Tokio a Bombay, Milano, Ceschina, 1934. Ristampato con alcune modifiche come Un lungo viaggio lontano, Milano, Bompiani, 1975.
- Quartieri alti, Roma, Edizioni Roma, 1940; seconda edizione accresciuta di altri due racconti, 1941; Milano, Garzanti, 1943.
- Gli anni che passano, Milano, Garzanti, 1941.
- Il punto debole, Roma, Casini, 1952.
- Giovannino, Milano, Bompiani, 1954.
- A Roma verso il 1921 in Orio Vergani (a cura di), Carosello di narratori italiani, Milano, Aldo Martello, 1955.
- Un amore a Roma, Milano, Bompiani, 1956.
- Una sceneggiatura in Sipario, n. 122, giugno 1956.
- Le donne e altri racconti. Con un Diario siciliano, Milano, Bompiani, 1959.
- Un amore a Roma (commedia) in Sipario, n. 159-160, luglio-agosto 1959.
- Introduzione a Lori Sammartino, amore a Roma, Milano, Minerva, 1960.
- Cronache romane, Milano, Bompiani, 1962.
- Piccolo proprietario terriero in Nuovi racconti italiani. 2, presentati da Luigi Silori, Milano, Nuova Accademia, 1963.
- Personaggi di fine anno in Racconti italiani 1965, Selezione dal Reader’s Digest, 1964.
- La cugina, Milano, Bompiani, 1965.
- Catania: Via Rocca del Vento in Giancarlo Fusco (a cura di), Quando l'Italia tollerava, Roma, Canesi, 1965.
- Sicilia in Piero Accolti e Gian Antonio Cibotto (a cura di), Lo stivale allo spiedo. Viaggio attraverso la cucina italiana. 32 autori, Roma, Canesi, senza data (1965?).
- Un bellissimo novembre, Milano, Bompiani, 1967.
- Il racconto dei 15 anni, Milano, Bietti, 1967. Ristampa de La storia di Asdrubale che non era mai stato a Bellacittà del 1921.
- L'incredibile avventura di Ernesto, Milano, Bompiani, 1969.
- Graziella, Milano, Bompiani, 1970.
- Diario siciliano. Alla ricerca della felicità perduta, Milano, Bompiani, 1971; seconda edizione accresciuta, 1975.
- Primi anni a Roma, Le calze d'argento, Le voci del passato, Il cinghiale in Antologia del Campiello 1971. Manlio Cancogni, Renato Ghiotto, Gianna Manzini, Ercole Patti, Enrico Raffi., Venezia, Scuola grafica del Centro arti e mestieri della Fondazione Giorgio Cini, 1971.
- Roma amara e dolce. Vita di giovane scrittore, Milano, Bompiani, 1972.
- Tutti i romanzi, Milano, Bompiani, 1972. Contiene: Giovannino, Un amore a Roma, La cugina, Un bellissimo novembre, Graziella, Introduzione di Umberto Bosco.
- In riva al mare. Trentasette racconti, Milano, Bompiani, 1973.
- Amerigo Bartoli Natinguerra, Roma, Lo scalino, 1973.
- Gli ospiti di quel castello, Milano, Mondadori, 1974.
- Un lungo viaggio lontano, Milano, Bompiani, 1975. Ristampa di Ragazze di Tokio del 1934 con qualche passo rimosso.
- Il carosello - un atto, Catania, Società di storia patria per la Sicilia Orientale, 1975.
- Tutte le opere, La nave di Teseo, 2019, 9788893447041.

## Filmografia
- Come le foglie (1935), regia di Mario Camerini, sceneggiatura
- Il cappello a tre punte (1935), regia di Mario Camerini, sceneggiatura
- Darò un milione (1935), regia di Mario Camerini, sceneggiatura (non accreditato)
- Ma non è una cosa seria (1936), regia di Mario Camerini, sceneggiatura
- Il grande appello (1936), regia di Mario Camerini, sceneggiatura
- Senza cielo (1940), regia di Alfredo Guarini, sceneggiatura
- È caduta una donna (1941), regia di Alfredo Guarini, sceneggiatura
- Il Bravo di Venezia (1941), regia di Carlo Campogalliani, sceneggiatura (non accreditato)
- Documento Z-3 (1942), regia di Alfredo Guarini, sceneggiatura
- Quartieri alti (1945), regia di Mario Soldati, romanzo e sceneggiatura
- Mio figlio professore (1946), regia di Renato Castellani, attore
- Tre storie proibite (1952), regia di Alfredo Guarini, sceneggiatura
- Villa Borghese (1953), regia di Vittorio De Sica e Gianni Franciolini, soggetto e sceneggiatura
- Tempi nostri - Zibaldone n. 2 (1954), regia di Alessandro Blasetti, sceneggiatura "Gli innamorati"
- Un po' di cielo (1955), regia di Giorgio Moser, sceneggiatura
- Un amore a Roma (1960), regia di Dino Risi, romanzo e attore
- Io amo, tu ami... (1961) (documentario), regia di Alessandro Blasetti, sceneggiatura (non accreditato)
- L'amore difficile (1962), regia di Alberto Bonucci, Luciano Lucignani, Nino Manfredi e Sergio Sollima, soggetto "Le donne"
- Un bellissimo novembre (1969), regia di Mauro Bolognini, romanzo
- La mano nera - Prima della mafia, più della mafia (1973), regia di Antonio Racioppi, revisione dialoghi
- La seduzione (1973), regia di Fernando Di Leo, romanzo, sceneggiatura
- La cugina (1974), regia di Aldo Lado, romanzo
- Giovannino (1976), regia di Paolo Nuzzi, romanzo
- Il comune senso del pudore (1976), attore (non accreditato), Quarto episodio